# Gwenwynwyn

Wappen von Gwenwynwyn

Gwenwynwyn († 1216) war ein Herrscher eines Teils des walisischen Fürstentums Powys. Nach ihm wurde der nördliche Teil des seit 1160 geteilten Powys auch Powys Wenwynwyn genannt.

## Herkunft und Jugend
Gwenwynwyn war der älteste Sohn von Owain Cyfeiliog und dessen Frau Gwenllian, einer Tochter von Owain Gwynedd. 1187 überfiel er zusammen mit seinem Bruder Cadwallon Carreghofa Castle und tötete dabei Owain Fychan, den Sohn von Madog ap Maredudd und Lord der benachbarten Herrschaften Mechain, Cynllaith und Lower Mochnant.

## Übernahme der Herrschaft und Versuch der Expansion
1195 zog sich Gwenwynwyns Vater in das Kloster Strata Marcella zurück, wo er 1197 starb, und übergab ihm die Herrschaft über das südliche Powys. Gwenwynwyn hatte nun große Pläne, um sein Reich zu vergrößern und Powys wieder zu einem mächtigen Fürstentum zu machen. 1196 begann einen Krieg gegen den englischen König, worauf der königliche Justiciar Hubert Walter mit Hilfe der Fürsten von Nordwales Gwenwynwyns Burg Pool Castle belagerte. Die Burg wurde durch Unterminierung erobert, doch die Besatzung konnte entkommen. Gegen Ende des Jahres eroberte Gwenwynwyn die Burg zurück. Durch den Tod von Lord Rhys, dem Fürsten von Deheubarth, und der Niederlage von Dafydd ab Owain, einem Teilfürsten von Gwynedd sah er jetzt seine Chance, sein Reich auf Kosten der benachbarten walisischen Fürstentümer zu vergrößern. In den Thronfolgekriegen in Deheubarth unterstützte er 1197 Maelgwn ap Rhys im Kampf gegen dessen Bruder Gruffydd ap Rhys. Mit seiner Hilfe konnte Maelgwn seinen Bruder gefangen nehmen und Ceredigion erobern. Maelgwn lieferte Gruffydd an Gwenwynwyn aus, der ihn an den englischen König weitergab und im Gegenzug dafür die Burg von Carreghofa erhielt. Als Nächstes eroberte Gwenwynwyn nach dem Tod von Owain o'r Brithdir das Cantref Arwystli. Damit war fast die gesamte Region zwischen dem Tanat und dem Severn sowie Teile des Tals des Dovey und des oberen Wye unter seiner Herrschaft. Seine Herrschaft wurde schließlich nach ihm Powys Wenwynwyn genannt, einer Region, die im Wesentlichen dem heutigen Montgomeryshire entspricht, im Gegensatz zu Powys Fadog, das von seinem Cousin zweiten Grades Madog ap Gruffydd Maelor beherrscht wurde.
1198 belagerte Gwenwynwyn Painscastle und Colwyn Castle, zwei Burgen des mächtigen Marcher Lords William de Braose. Seine Truppen wurden jedoch am 13. August 1198 bei Efael von dem königlichen Justiciar Geoffrey fitz Peter geschlagen, so dass er die Belagerungen aufheben musste. Dennoch nahm König Johann Ohneland Gwenwynwyn im Dezember 1199 unter seinen Schutz und übergab ihm Ashford in Derbyshire als Lehen. Vermutlich wollte der König durch diese Politik Gwenwynwyn gegen Llywelyn ap Iorwerth, den Fürsten von Gwynedd ausspielen. In der Folge war Gwenwynwyn zutiefst mit Llywelyn ap Iorwerth verfeindet. Ein Feldzug Llywelyns gegen Powys konnte 1202 durch Vermittlung der Kirche verhindert werden. Im nächsten Jahr unterstützte Gwenwynwyn wieder seinen Verbündeten Maelgwn ap Rhys im Kampf gegen dessen Neffen Rhys Ieuanc und Owain ap Gruffydd. Außerdem griff er erneut die Gebiete von William de Braose an. 1204 traf er sich mit dem König in Woodstock. Gwenwynwyn musste dem König erneut die Treue schwören, worauf ihm sein Lehen in Derbyshire bestätigt wurde.

## Spielball zwischen Gwynedd und England
Nach dem Sturz von William de Braose 1208 versuchte Gwenwynwyn einen Teil von dessen Ländereien zu erobern. Die Ländereien von Braose waren jedoch vom König beschlagnahmt und Peter FitzHerbert zur Verwaltung übergeben worden, weshalb ihn der König zu sich nach Shrewsbury befahl. Gwenwynwyn wurde wegen seines Treuebruchs inhaftiert und der König entzog ihm seine Ländereien, die sofort von Llywelyn ap Iorwerth besetzt wurden. Nach einem erneuten erniedrigenden Treueschwur auf den König und der Stellung von 20 Geiseln ließ ihn der König 1210 wieder frei. Gwenwynwyn begleitete 1211 den König auf seinem Feldzug gegen Llywelyn, um so Powys zurückzuerobern. Als Papst Innozenz III. aufgrund der Exkommunikation von Johann die walisischen Fürsten von ihren Treuschwüren gegenüber dem König entband, wechselte Gwenwynwyn sofort die Seiten und unterwarf sich Llywelyn. Llywelyn gab ihm daraufhin unter erniedrigenden Umständen und unter Anerkennung seiner Oberherrschaft seine Besitzungen in Wales zurück. 1215 begleitete Gwenwynwyn Llywelyn auf seinem siegreichen Feldzug durch Südwales. Johann entzog ihm daraufhin sein Lehen in Derbyshire und vergab es an Brian de Lisle. 1216 wechselte Gwenwynwyn jedoch wieder die Seiten und schloss wieder Frieden mit dem König. Als Reaktion auf diesen Treuebruch besetzte Llywelyn erneut seine Ländereien in Powys. Gwenwynwyn musste nach Cheshire flüchten, wo er starb.

## Familie und Nachkommen
Gwenwynwyn hatte in erster Ehe um 1182 Marged, eine Tochter von Lord Rhys geheiratet. In zweiter Ehe hatte er Margaret, eine Tochter des anglo-normannischen Barons Robert Corbet, Lord of Caus Castle  geheiratet. Er hinterließ zwei Söhne, Gruffydd und Madog. Gwenwynwyns Witwe erhielt von Llywelyn die Einkünfte aus ihren Ländereien, die jedoch von Llyweleyn bis zu seinem Tod 1240 besetzt blieben. Brian de Lisle musste der Witwe die Lehen Holme und Ashford in Derbyshire wieder übergeben. Erst nach 1240 konnte Gruffydd sein Erbe in Powys Wenwynwyn antreten, sein jüngerer Bruder Madog erhielt als sein Vasall zeit seines Lebens einen kleinen Grundbesitz in Mawddwy.